# Záporožský rajón
Záporožský rajón (ukrajinsky Запорізький район) je rajón v Záporožské oblasti na Ukrajině. Hlavním městem je Záporoží a rajón má přibližně 841 tisíc obyvatel.

## Města v rajónu
- Vilňansk
- Záporoží